# Parinamam
Parinamam (Malayalam: പരിണാമം) ist ein indischer Spielfilm von Venu aus dem Jahr 2003. Geschichte, Drehbuch und Dialoge schrieb Matampu Kunjukuttan.

## Handlung
Der Tahasildar Balakrishnan Marar kommt an seinem letzten Arbeitstag, glücklich das Pensionsalter erreicht zu haben, nach Hause. Er lebt in seinem Haus zusammen mit seiner Frau Malathi, seinem Sohn Satheesan, dessen Frau Ramani, deren Tochter Ammu und seiner unverheirateten Tochter Suma. Der Sohn kommt seit Jahren über Gelegenheitsjobs nicht hinaus, die Tochter studiert noch am College. Es ist absehbar, dass die Familie fortan von seiner Pension wird leben müssen.
Am nächsten Tag erhält Balakrishnan Besuch von einigen älteren Männern im Rentenalter, die sich scherzhaft als „Senior Citizens‘ Club Men’s“ bezeichnen. Unter ihnen ist der pensionierte Block Development Officer Ramankutty Menon und der pensionierte Schuldirektor Krishnan Nambiar. Als ihren Patron sehen sie den pensionierten Richter Damodaran Nambisan an. Der Witwer widmet sich nun besonders der Religiosität und dem Studium alter Sanskrit-Texte, um sein schlechtes Gewissen wegen eines von ihm verhängten, möglicherweise unrichtigen Todesurteils zu lindern.
Marar hat noch keine Ahnung, was er mit seiner neuen Freizeit anfangen soll, doch Satheesan und Ramani spannen ihn sofort als Begleitung von Ammu auf dem Schulweg, zum Einkaufen und zu anderen Besorgungen ein. Balakrishnan ist an all diese Hausarbeiten nicht gewohnt und wird depressiv verstimmt und grantig. Er ist empört, dass Satheesan ihn um 500.000 Rs. aus seiner Pensionssumme bittet, weil er sie als Bestechungsgeld benötigt, um eine feste Anstellung in einer Schule zu bekommen. Da auch Malathi und Suma hinter Satheesan stehen, sucht Balakrishnan Rat bei Damodaran. Dieser schlägt nach Abwägung der Alternativen vor, dem Sohn das Geld zu geben und ihm die moralische Verpflichtung aufzuerlegen, für die spätere Hochzeit seiner Schwester aufzukommen. Auch Suma bestärkt ihren Vater darin. Mit Freunde nimmt Satheesan das Geld, doch Dankbarkeit bringt er nicht zum Ausdruck, auch die übliche glückverheißende Segnung durch den Vater vor Annahme der Stelle lässt er aus.
Die gemeinsamen Abendessen finden nicht mehr statt; während Balakrishnan zur selben Zeit wie immer isst, haben die anderen bereits gegessen. Er verliert zunehmend seine Position als Familienoberhaupt an seinen Sohn und dessen Frau, die ihn immer respektloser behandeln. Einer der Männer aus dem Rentnerklub schockiert Balakrishnan mit seiner Lebensgeschichte, wie er heimlich als Bettler tätig war, um etwas Geld für seine 5 Kinder zu beschaffen, die ihn nun im Alter verstoßen haben.
Für ihren neu gekauften Motorroller lassen Sateesan und Ramani eine kleine Auffahrt zur Veranda des Hauses bauen, um ihn dort unterstellen zu können. Eines Abends kommt Balakrishnan im Dunkeln nach Hause und stolpert über die Rampe. Die Verletzung, die er davonträgt, macht ihn zum Gefangenen im eigenen Haus und Sateesan beschwert sich über die Kosten, die er für die medizinische Versorgung seines Vaters aufbringen müsse. Sein Sohn und seine Schwiegertochter übernehmen fortan die völlige Kontrolle über die finanziellen Mittel des Haushalts. Als auch Ramani eine Anstellung an der Schule bekommt, wollen sie für die Familie ein Haus in der Nähe ihrer Arbeitsstelle mieten. Die Entscheidung wird am Küchentisch ohne Balaskrishnan getroffen. Der reagiert ablehnend, als er von seiner Frau von diesem Plan erfährt. Weder er noch Malathi oder Suma können sich dem Auszug widersetzen, aber kurz vor der Abfahrt wirft sich Malathi heulend vor das bereits geschlossene Tor des schon zur Vermietung ausgeschriebenen Hauses. Ob es doch noch eine Rückkehr gibt, bleibt offen.

## Sonstiges
Der Film wurde 2003 auf dem Malayalam Film Festival in Dubai, dem Chennai International Film Festival und dem Indian Panorama Film Festival in Shillong gezeigt. Auf dem Ashdod International Film Festival 2005 in Israel für das beste Drehbuch ausgezeichnet. Regisseur Venu hielt ihn für einen seiner besten Filme.